# Primera División 1945 (Uruguay)
Het seizoen 1945 van de Primera División was het 42e seizoen van de hoogste Uruguayaanse voetbalcompetitie.

## Teams
Er namen tien ploegen deel aan de Primera División tijdens het seizoen 1945. Negen ploegen wisten zich vorig seizoen te handhaven en één ploeg promoveerde vanuit de Primera B: Rampla Juniors FC kwam in de plaats van het gedegradeerde Racing Club de Montevideo.
| Club                      | Stad       | Stadion                              | Vorig seizoen |
| ------------------------- | ---------- | ------------------------------------ | ------------- |
| Central FC                | Montevideo | Estadio Parque Palermo               | 5e            |
| CA Defensor               | Montevideo | Parque Rodó                          | 3e            |
| Liverpool FC              | Montevideo | Estadio Belvedere                    | 7e            |
| CS Miramar                | Montevideo | Parque Campomar                      | 9e            |
| Montevideo Wanderers FC   | Montevideo | Estadio Parque Alfredo Víctor Viera  | 4e            |
| Club Nacional de Football | Montevideo | Estadio Centenario                   | 2e            |
| CA Peñarol                | Montevideo | Estadio Centenario                   | 1e            |
| Rampla Juniors FC         | Montevideo | Parque Nelson                        | 1e (1ª B)     |
| CA River Plate            | Montevideo | Estadio Parque Federico Omar Saroldi | 8e            |
| IA Sud América            | Montevideo | Estadio Parque Carlos Ángel Fossa    | 6e            |

## Competitie-opzet
Alle clubs speelden tweemaal tegen elkaar. De ploeg met de meeste punten werd kampioen. De ploeg die laatste werd degradeerde naar de Primera B.

### Kwalificatie voor internationale toernooien
De winnaar van de competitie plaatste zich voor de Copa Ricardo Aldao (afgekort tot Copa Aldao). Deze beker werd betwist tussen de landskampioenen van Argentinië en Uruguay om zo te bepalen wie zich de beste Rioplatensische ploeg zou mogen noemen. De nummer twee kwalificeerde zich voor de Copa de Confraternidad Escobar-Gerona (kortweg Copa Escobar-Gerona), waarin de nummers twee van Uruguay en Argentinië het tegen elkaar opnamen. Het was voor het eerst in drie jaar dat er om deze bekers werd gestreden; de vorige twee seizoenen deed er geen Uruguayaanse ploeg mee aan een officiële internationale competitie.

### Torneo Competencia en Torneo de Honor
Voorafgaand aan het seizoen werd het Torneo Competencia gespeeld tussen de ploegen in de Primera División. Dit toernooi werd gewonnen door Club Nacional de Football. Ook werd er gestreden om het Torneo de Honor. Deze prijs werd uitgereikt aan de ploeg die het beste presteerde in het Torneo Competencia en in de eerste seizoenshelft van de Primera División.
In totaal speelden de tien ploegen dit seizoen driemaal tegen elkaar. De eerste ontmoeting telde mee voor het Torneo Competencia en het Torneo de Honor, de tweede ontmoeting voor de Primera División en het Torneo de Honor en de laatste ontmoeting enkel voor de Primera División.

### Eerste seizoenshelft
De beste seizoensstart was voor CA Defensor en CA River Plate; zij hadden de eerste twee wedstrijden gewonnen en vervolgens tegen elkaar gelijkgespeeld. De 'traditionele top-twee', Club Nacional de Football en CA Peñarol, volgde met een punt minder (Peñarol had na twee zeges verloren van CS Miramar, terwijl Nacional tweemaal gelijkspeelde). Beide koplopers wonnen ook de twee daaropvolgende wedstrijden (waaronder een 4–3 overwinning van River Plate op Nacional), maar tijdens de zesde speelronde leden beide clubs hun eerste nederlaag: River Plate verloor ruim van Peñarol (5–0), terwijl Nacional Defensor met 3–1 versloeg. Peñarol nam hierdoor de koppositie over. In diezelfde week pakte Liverpool FC tegen Rampla Juniors na vijf nederlagen hun eerste punt in de competitie.
Peñarol liet vervolgens in het restant van de eerste seizoenshelft geen punten meer liggen. Na een ruime zege op IA Sud América wonnen ze van Nacional en Defensor met 2–1. Hierdoor werden ze ook winnaar van het Torneo de Honor. Halverwege het seizoen hadden de Aurinegros drie punten meer dan River Plate. Defensor en Nacional volgden met vier punten achterstand. Onderaan had Liverpool nog wat punten behaald en de laatste plek overgedragen aan Sud América, dat de competitie met winst was begonnen, maar vervolgens acht keer op rij had verloren.

### Tweede seizoenshelft
In het begin van de tweede seizoenshelft wist Peñarol hun voorsprong te vergroten, door zelf tweemaal te winnen, terwijl Nacional verloor van Rampla Juniors FC. Ook pakte Sud América een puntje tegen nummer twee River Plate. Een wedstrijd later verloor River Plate van voormalig koploper Defensor (dat al vier wedstrijden niet meer had gewonnen) en Peñarol, dat zelf wel won, had zo zes punten voorsprong met nog evenzoveel wedstrijden te spelen.
Nacional en River Plate speelden tijdens de dertiende speelronde gelijk tegen elkaar. Peñarol had tijdens de terugronde nog altijd alles gewonnen en vergrootte zo de voorsprong. In de vijftiende wedstrijd konden ze hun titel prolongeren als ze River Plate zouden verslaan. Deze wedstrijd eindigde inderdaad in een zege voor Peñarol (2–1), waardoor de Aurinegros voor de zestiende keer landskampioen werden. De strijd om de tweede plek tussen Nacional, Defensor en River Plate was wel nog open en Sud América stond wel nog altijd laatste, maar had nog kans om zich te redden.
Sud América was met nog één wedstrijd te spelen nog altijd niet zeker van de laatste plaats, omdat degradatieconcurrent Montevideo Wanderers FC net zo slecht presteerden als zij. Aan kop van het klassement was de strijd om het vicekampioenschap wel gestreden; Defensor en River Plate verloren de een-na-laatste wedstrijd allebei, terwijl Nacional landskampioen Peñarol een 2–1 nederlaag toebracht. Voor Nacional was dit al de dertiende keer op rij dat ze in de top-twee eindigden.
Op de laatste speelronde zou Sud América degraderen, tenzij ze konden winnen en Montevideo Wanderers zou verliezen. Dat eerste gebeurde inderdaad, Sud América won met 3–1 van Central FC. Wanderers speelde echter gelijk tegen Rampla Juniors en kon zich daardoor handhaven in de Primera División. Sud América had in 1927 gedebuteerd in de Primera División en was sindsdien onafgebroken op het hoogste niveau blijven spelen, maar in 1945 moesten ze dus een stapje terug doen. In de eindstand behaalde Defensor uiteindelijk de derde plek, waarmee de competitie exact dezelfde top-drie kreeg als vorig seizoen. River Plate werd vierde.

### Eindstand
|     | Club                      | Sp. | W  | G | V  | Pnt. | DV | DT | DS  |
| --- | ------------------------- | --- | -- | - | -- | ---- | -- | -- | --- |
| 01. | CA Peñarol                | 18  | 15 | 1 | 2  | 31   | 60 | 19 | +41 |
| 2.  | Club Nacional de Football | 18  | 10 | 5 | 3  | 25   | 54 | 28 | +26 |
| 3.  | CA Defensor               | 18  | 8  | 6 | 4  | 22   | 37 | 31 | +6  |
| 4.  | CA River Plate            | 18  | 8  | 5 | 5  | 21   | 33 | 29 | +4  |
| 5.  | Central FC                | 18  | 8  | 3 | 7  | 19   | 39 | 37 | +2  |
| 6.  | Rampla Juniors FC         | 18  | 7  | 5 | 6  | 19   | 31 | 33 | –2  |
| 7.  | Liverpool FC              | 18  | 4  | 6 | 8  | 14   | 31 | 35 | –4  |
| 8.  | CS Miramar                | 18  | 6  | 2 | 10 | 14   | 25 | 42 | –17 |
| 9.  | Montevideo Wanderers FC   | 18  | 2  | 4 | 14 | 8    | 16 | 40 | –24 |
| 10. | IA Sud América            | 18  | 2  | 3 | 13 | 7    | 26 | 58 | –32 |

### Legenda
| Kleur | Kwalificatie voor              |
| ----- | ------------------------------ |
|       | Copa Aldao 1945                |
|       | Copa Escobar-Gerona 1945       |
|       | Degradatie naar Primera B 1946 |

| Winnaar Primera División 1945 |
| ----------------------------- |
| CA Peñarol 16e titel          |

#### Topscorers
Nicolás Falero van Central FC en Raúl Schiaffino van landskampioen CA Peñarol deelden de topscorerstitel met elk 21 doelpunten. Het was voor het eerst sinds 1936 dat Atilio García geen topscorer werd.
| №  | Speler          | Club(s)    | Goals |
| -- | --------------- | ---------- | ----- |
| 1. | Nicolás Falero  | Central FC | 21    |
| 1. | Raúl Schiaffino | CA Peñarol | 21    |